# Tampédou
Tampédou est une localité située dans le département de Bilanga de la province de la Gnagna dans la région Est au Burkina Faso.

## Géographie
Tampédou se trouve à 12 km à l'ouest de Botou et de la route nationale 18.

## Santé et éducation
Le centre de soins le plus proche de Tampédou est le centre de santé et de promotion sociale (CSPS) de Botou.
Le village possède deux écoles primaires publiques (dans le bourg et dans le quartier de Tomonga).